# Tullhuset, Skeppsbron

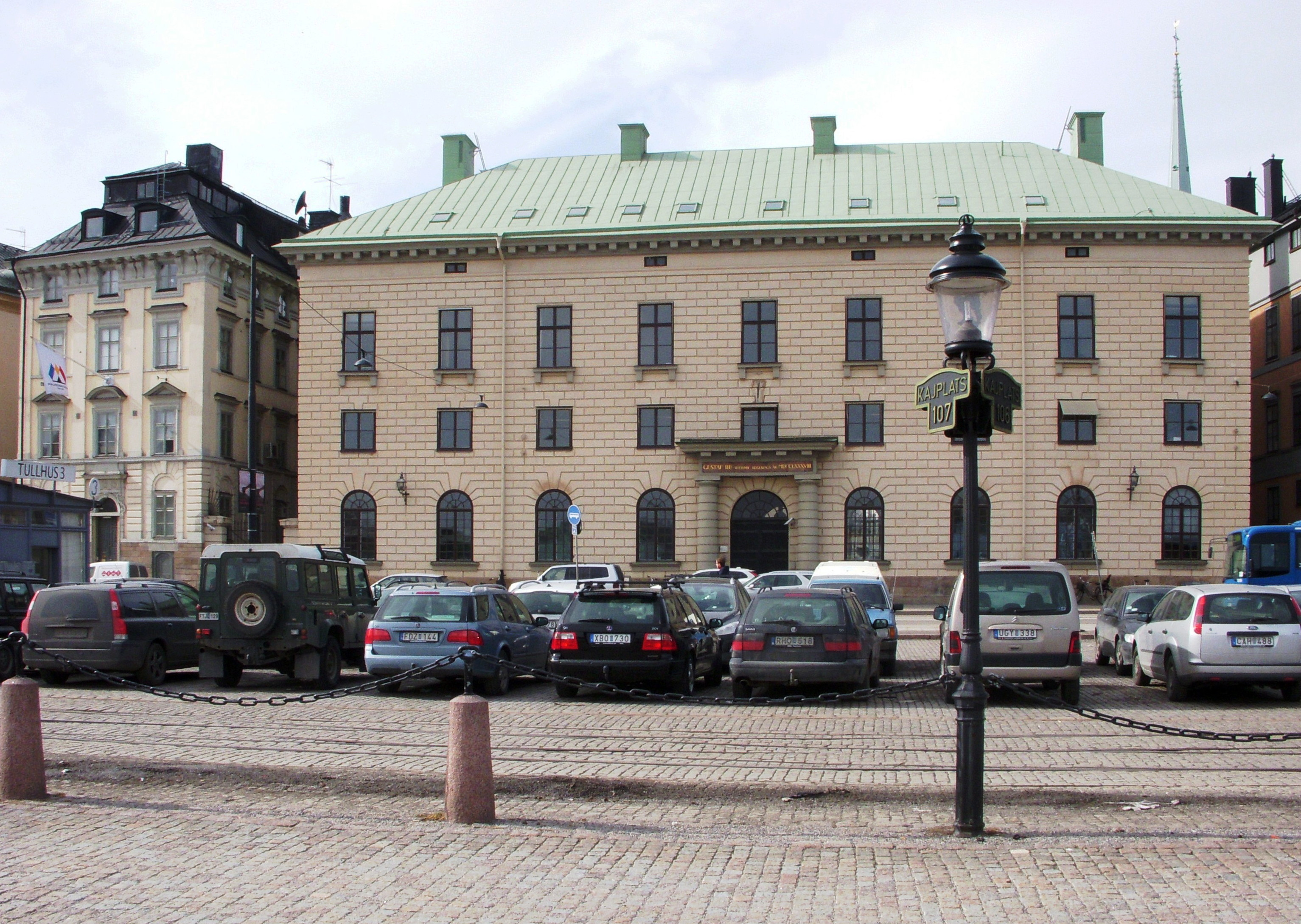
Tullhuset, fasad mot Skeppsbron, mars 2010.

Tullhuset (eller Tullpackhuset) är en byggnad i kvarteret Argus vid Skeppsbron 38 i Gamla stan i Stockholm. Huset är ritat av arkitekten Erik Palmstedt och uppfört mellan 1783 och 1790. Huset är ett byggnadsminne och inrymmer idag kontor för olika företag.

## Historik

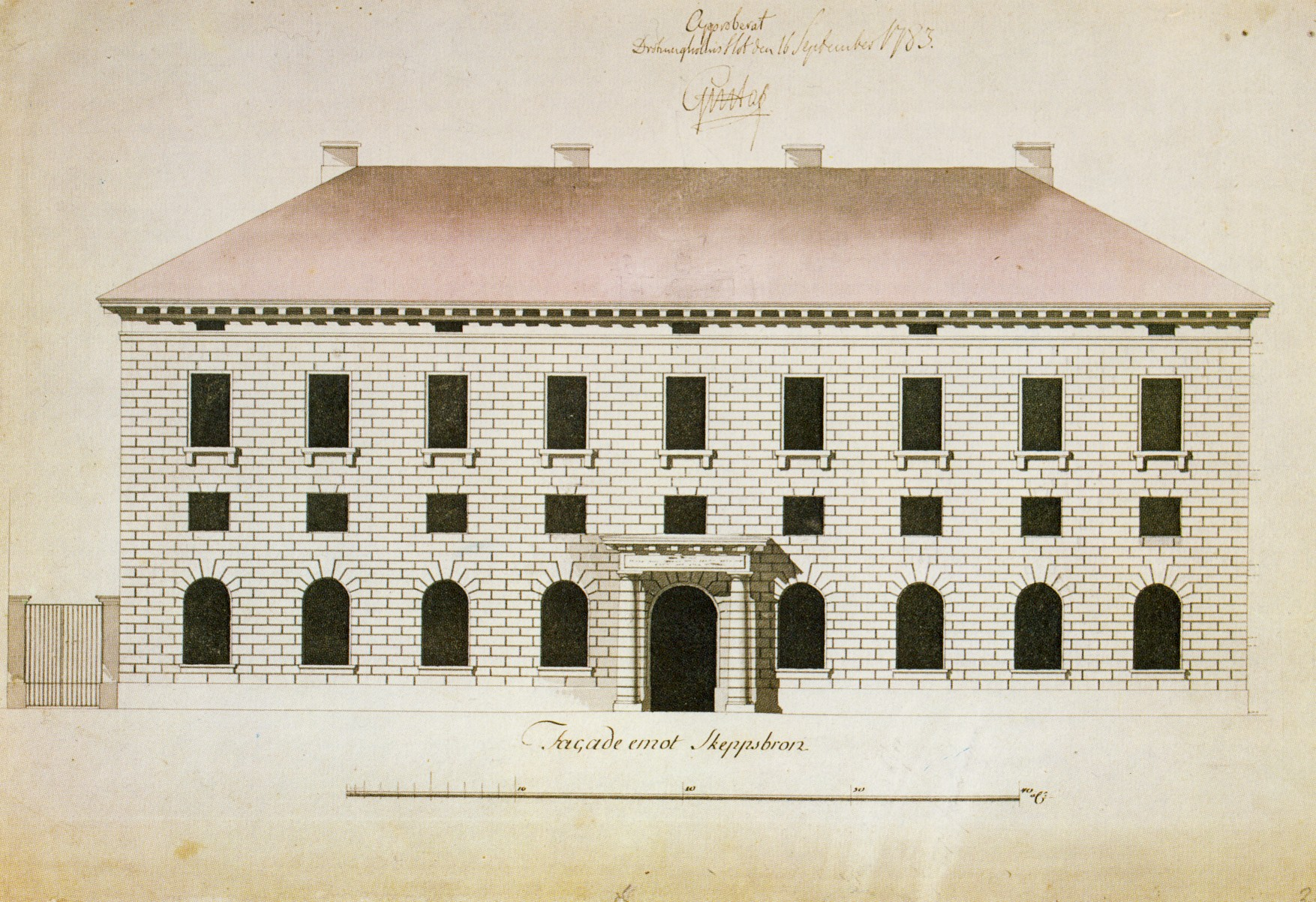
Palmstedts fasadritning från 1783.

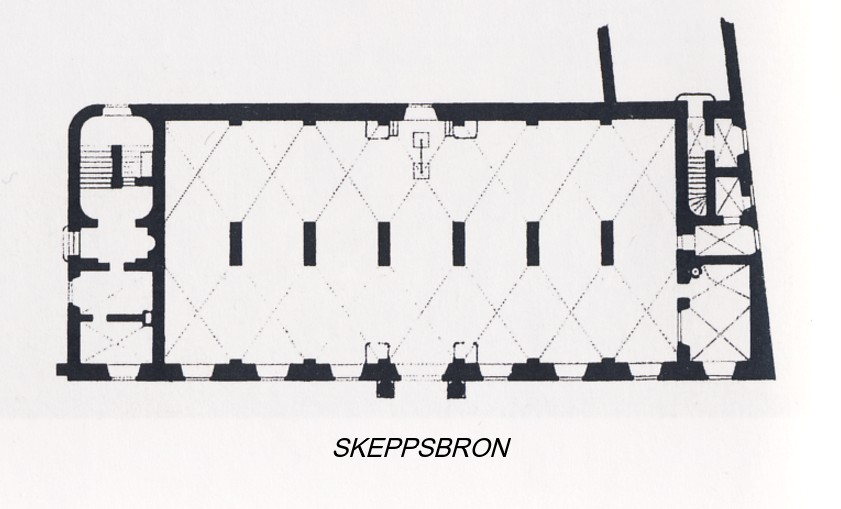
Plan, bottenvåningen.

Tullhusets ersatte ett äldre packhus som revs 1785. Uppdragsgivare var  Gustav III, som anlitade arkitekten Erik Palmstedt och undertecknade dennes fasadritning med orden: Approberat, Drottningholms slott den 16 september 1783.
Husets byggnadsvolym och formgivning avviker från Skeppsbrons övriga bebyggelse, där höga, smala hus med rik utsmyckade fasader överväger. Tullhuset däremot är en bred och låg trevåningsbyggnad med en längd av motsvarande nio fönsteraxlar. Fasaden mot Skeppsbron är stram formgiven och gestaltades av Erik Palmstedt med nyantikens formelement som ideal. Taket är ett valmat sadeltak, täckt med kopparplåt. Takfoten avslutas med ett kraftigt markerat tandsnitt. Den gulputsade fasadytan gavs ett distinkt kvadermönster. 
Symmetriskt i fasadens mitt framhävs huvudentrén genom en hög port, flankerad av två gråmålade gjutjärnskolonner i dorisk ordning som bär upp ett tungt doriskt entablement av sandsten. I denna hyllas på en röd stentavla uppdragsgivarens namn i guldbokstäver: GUSTAF III SEXTONDE REGERINGSÅR MDCCLXXXVIII
Fönsterutformningen återspeglar våningarnas funktioner, för här var det inte frågan om ett palats, utan Tullhuset var en arbetsplats. I bottenvåningen är fönstren höga och rundbågiga, här fanns packrum och tullbehandling av varor. Bottenvåningen utformades som en stor kryssvälvd sal, kallad Kyrkan, med järnkrokar i valven för upphängning av balansvågar. Däröver anordnades ett lägre mezzaninliknande mellanplan som fungerade som kontorsvåning. Bakom de höga fönstren i tredje planet fanns bostäder och direktörsvåningen. Tullhuset om- och tillbyggdes på 1930-talet varvid bland annat Kyrkan uppdelades i kontorsrum.
Tullhuset ligger i kvarteret Argus, om detta var en tillfällighet eller avsikt är oklar. Argos (latin: Argus) var i den grekiska mytologin en jätte med hundra ögon av vilka alltid några vakade. En bra egenskap för en tulltjänsteman.
Tullen bedrev sin verksamhet här till år 2000, då byggnaden renoverades och grundförstärktes fram till 2002. Huset förvaltas idag av Vasakronan som hyr ut lokalerna till filmproduktionsbolaget Chimney. Huset är sedan 1935 ett lagskyddat byggnadsminne.

## Inloppstullens två poler
Tullpackhuset i Stockholm bör ses i ett sammanhang med Dalarö tullhus på Dalarö som tillkom ungefär samtidigt och även det ritat av Palmstedt. Båda byggnader, inloppstullens två poler, tillkom efter Palmstedts studieresor i Frankrike och Italien (1778-80).  Palmstedt tog intryck av en nyorientering inom arkitekturen som skedde strax före den franska revolutionen och Tullpackhuset är ett tidigt svenskt exempel på denna nyorientering där klassicismens estetik ersatts av en ny, mera "praktisk" arkitektur där verksamheten och funktionen är lika viktiga som den yttre representationen.

## Bilder

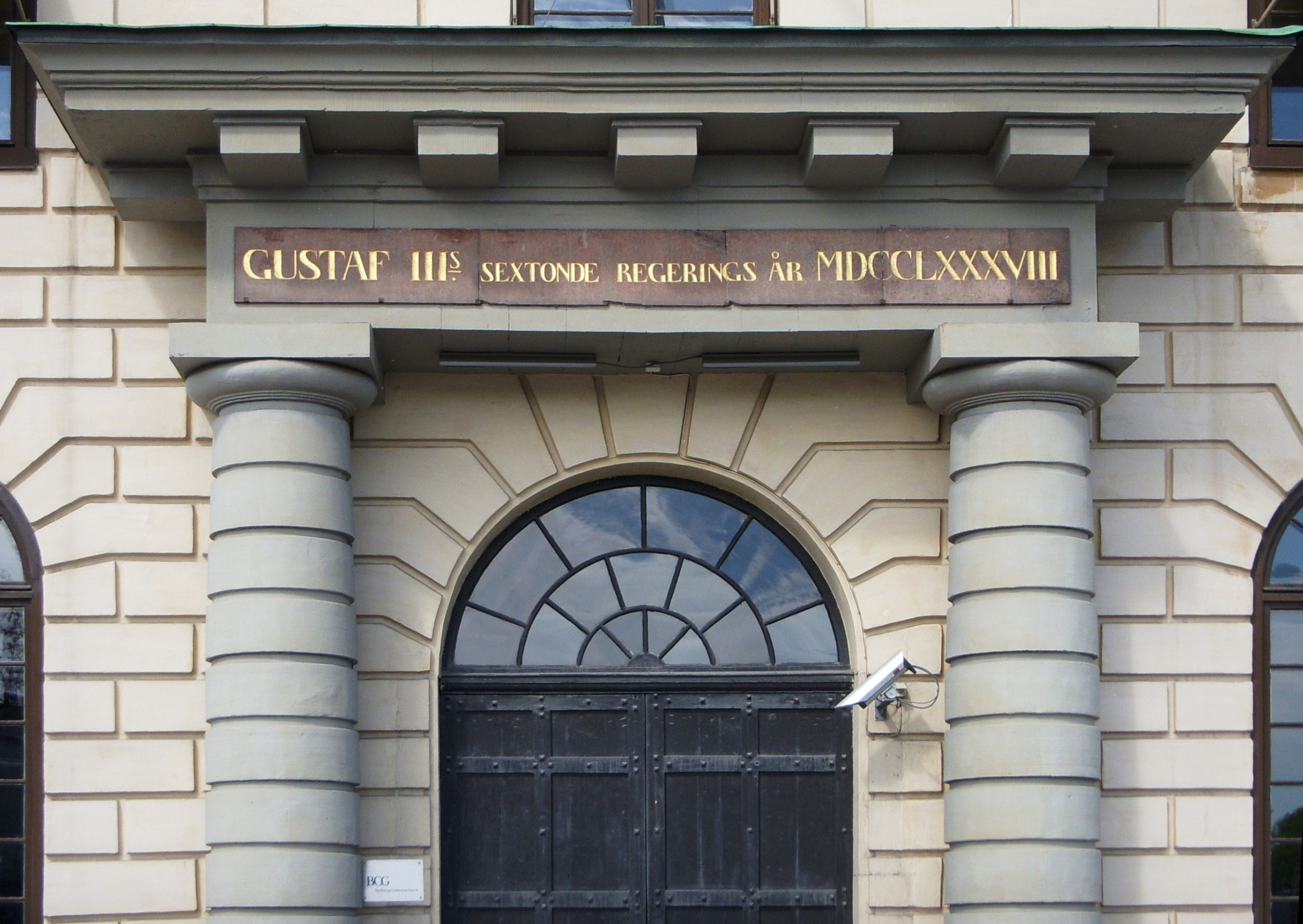
Portal mot Skeppsbron.
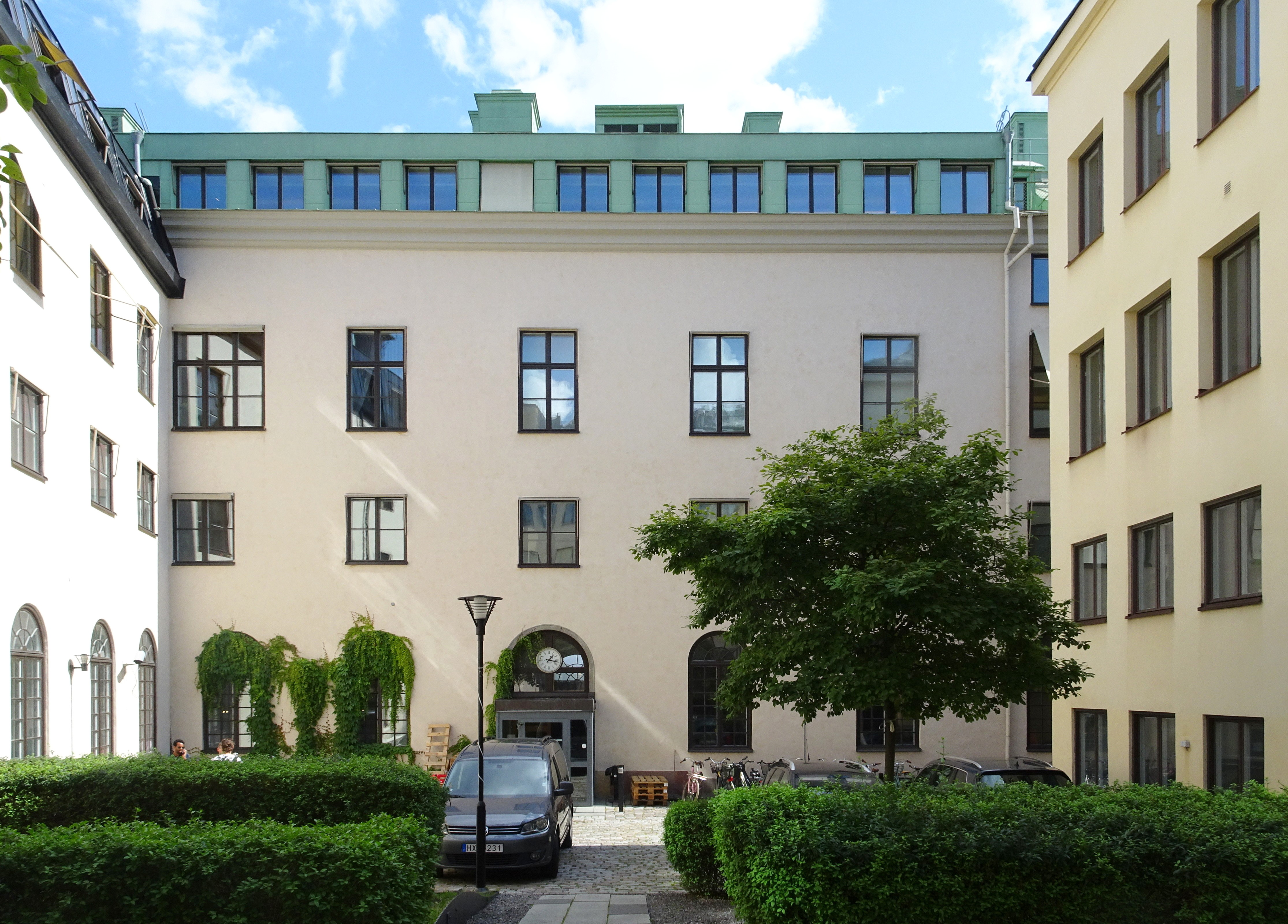
Fasad mot väst och innergården.
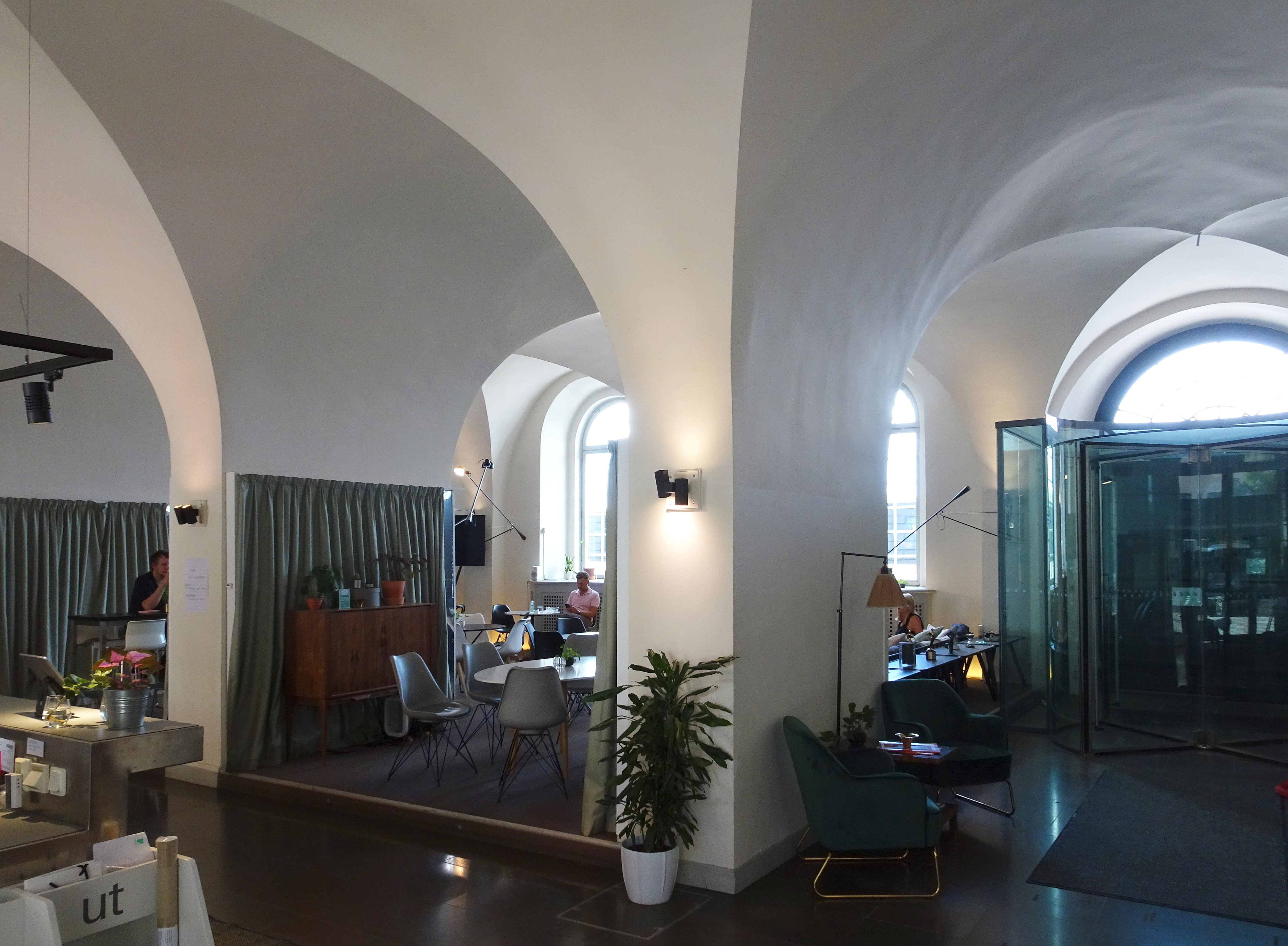
Kryssvalv i bottenvåningens tak.
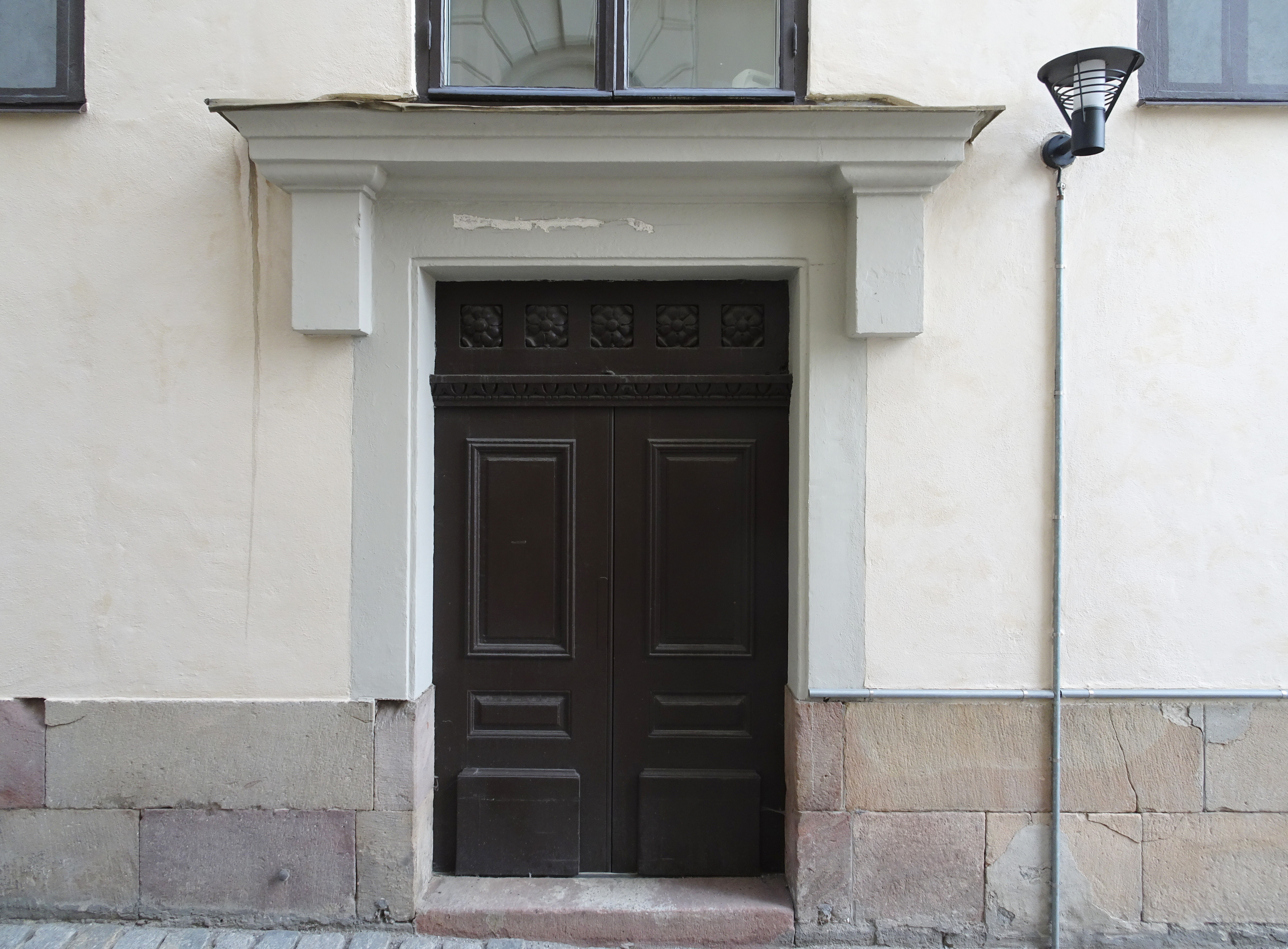
Port i fasad mot syd.